# آجدا پقان
عائشة آجدا پقان (بالتركية: Ayşe Ajda Pekkan)‏ (12 فبراير 1946، في إسطنبول) مغنية، وممثلة. وسوبر ستار ولقبت بديڤا. وبدأت حياتها المهنية كممثلة في عام 1964، وأول تسجيل نشر لها هو لمس عيني بعينه. وبدأت حياتها الغنائية بأول ألبوم لها وهو الثلج في كل مكان. وفي عام 1977، نشرت آجدا ألبوم رائع جداً، ومن وقت نشر هذا الألبوم بدأ ذكر اسمها كسوبر ستار في تركيا. ومن نشر أول ألبوم لها إلى يومينا هذا نشرت 3 ألبومات تحمل اسم سوبر ستار. لعبت معظم أغانيها دوراً هاما في تاريخ الموسيقى التركية مثل من أتى ومن ذهب، وشخص مختلف، وأرق كل ليلة وأراك بخير. وأقامت العديد من الحفلات الغنائية في أنحاء العالم. وقد غنت العديد من أغاني اللغات المختلفة باللغة التركية مثل الإنجليزية، والفرنسية، والإيطالية، واللغة العربية، واليابانية وعرفت في الرأي العام التركي بلقب مغنية البوب التركي ديڤاس.
وكانت الأغنية العربية التي غنتها آجدا باللغة التركية هي أغنية كان الزمان وكان للمغنية فيروز.

## حياتها

### طفولتها وأعوامها الأولى 1946-1960
والدها رضوان پقان ضابط في البحرية التركية، أما أمها نيفين دوبورجا فهي ربة منزل. وقد قضت آجدا طفولتها في ازميت، قوجا، بسبب وظيفة والدها. وقد قالت آجدا أن حلم حياتها هو إنجاب طفل، وقد تزوجت آجدا مرتين، وفي كل مرة كان يطلب زوجها منها ترك حياتها الفنية، والغناء. وأن أكبر تضحية قامت بها هو عدم إنجابها لاطفال. وقالت أنها قامت بأول عملية تجميل وهي في الثانية والعشرين من عمرها، وأنها لو عاشت مائة عام ستقوم بعمليات التجميل. وقد قالت سيزين آكسو عن حياة آجدا الشخصية :-
| آجدا پقان | لقد أضائت آجدا لنا هذا الطريق، وبفضلها أنا هنا، ولقب آجدا هو أنجيلا، لقد تقابلنا دائماً في منزلها، ولا يوجد أسرار لتخفيها، وإذا سبنا أحد، فليبارك الله لنا ونذهب إلى اليوبيل وإذا شربت آجدا من مكان أشرب منه أيضاً. | آجدا پقان |

## حياتها المهنية

### فترة 45 عاماً1960-1980
كان صوت آجدا يشبه صوت أختها سميراميس پقان، بدعم من إلهام جنجر مالك الملهي الليلي تشاطي Çatı،

## روابط خارجية
- آجدا پقان على موقع IMDb (الإنجليزية)
- آجدا پقان على موقع ميوزك برينز (الإنجليزية)
- آجدا پقان على موقع ديسكوغز (الإنجليزية)
- آجدا پقان على موقع قاعدة بيانات الفيلم (الإنجليزية)